# False Creek Seawall

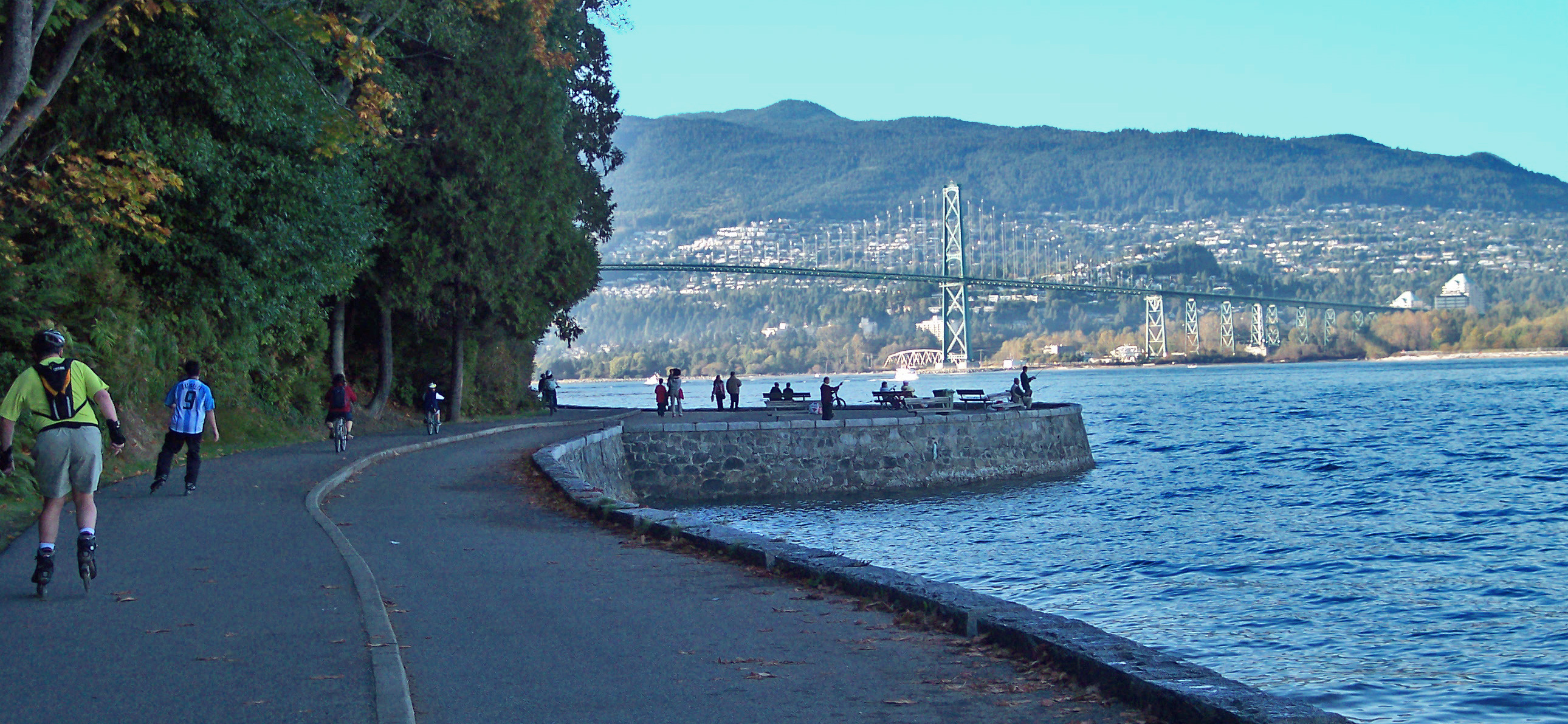
De False Creek Seawall met uitzicht op de Lions Gate Bridge

De False Creek Seawall is een zeedijk in Vancouver om het Stanley Park die werd gebouwd om te voorkomen dat het park door erosie zou wegzakken in het water. Later werd er een geasfalteerd pad over de muur aangelegd waar fietsers, skaters en voetgangers van het park tegenwoordig veelvuldig gebruik van maken. Het pad is sindsdien ook verlengd en ligt voor een deel ook buiten het park.